# جوزيف ر. جوليان
جوزيف ر. جوليان (بالإنجليزية: Joseph R. Julian)‏ هو عسكري أمريكي، ولد في 3 أبريل 1918 في ماساتشوستس في الولايات المتحدة، وتوفي في 9 مارس 1945 في آيوو جيما في اليابان.